# Maquili
Maquili (Makili) ist ein osttimoresischer Suco in der Gemeinde Atauro.

## Geographie

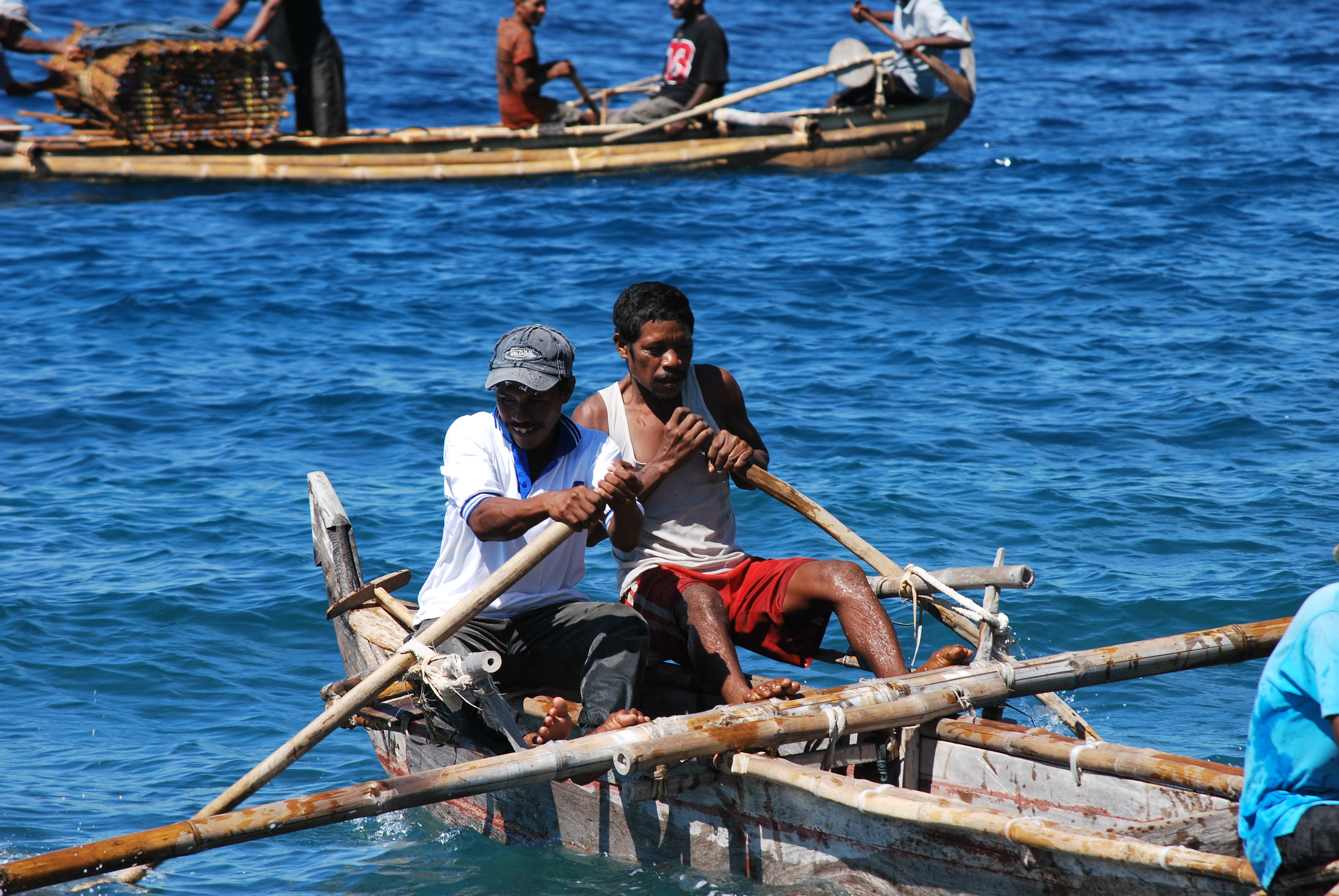
Fischer aus Maquili

Der Suco Maquili liegt im Südosten Atauros. Im Westen liegt der Suco Macadade, im Nordosten Vila Maumeta und im Norden Beloi. Die südlichste Spitze der Insel bildet im Suco das Kap Ponta Eromauco. Vor der Gebietsreform 2015 hatte Maquili eine Fläche von 14,65 km². Nun sind es 14,52 km². Der Süden von Vila Maumeta wurden Maquili zugeschlagen, ebenso ein Landstreifen im Westen zu Macadade. Dafür gingen Gebiete im Südwesten an Macadade.
Der Suco teilt sich in die vier Aldeias Fatulela, Macelihu (Masilhu), Mau-Laku (Maulako) und Mau-Meta (Maumeta).
Im Ort Mau-Meta, im Zentrum des Sucos, wird freitags ein Markt abgehalten, auf dem Fisch, Ziegen, Gemüse und Hühner verkauft werden. In Macelihu befindet sich die Grundschule des Sucos, die Escola Primaria Macelihu. Außerdem gibt es hier eine Sekundärschule und einen Hubschrauberlandeplatz für Notfälle. Weitere Orte sind Fatulela und Mau-Laku. Eine asphaltierte Straße verbindet Mau-Meta mit Biqueli im Norden der Insel. Vor der Küste befindet sich der Tauchplatz Manta Cove. Aus einer Quelle nahe der Küste fließt durch Geothermie auf bis zu 40 °C erwärmtes Wasser.

## Einwohner
Im Suco leben 2.380 Einwohner (2022), davon sind 1.191 Männer und 1.189 Frauen. Im Suco gibt es 415 Haushalte. Fast 75 % der Einwohner geben Resuk als ihre Muttersprache an, ein Dialekt der Nationalsprache Wetar (auch Atauru oder Adabe). Über 21 % sprechen Tetum Prasa, Minderheiten Tetum Terik, Galoli, Idaté oder die Wetar-Dialekte Rahesuk oder Raklungu.

## Politik

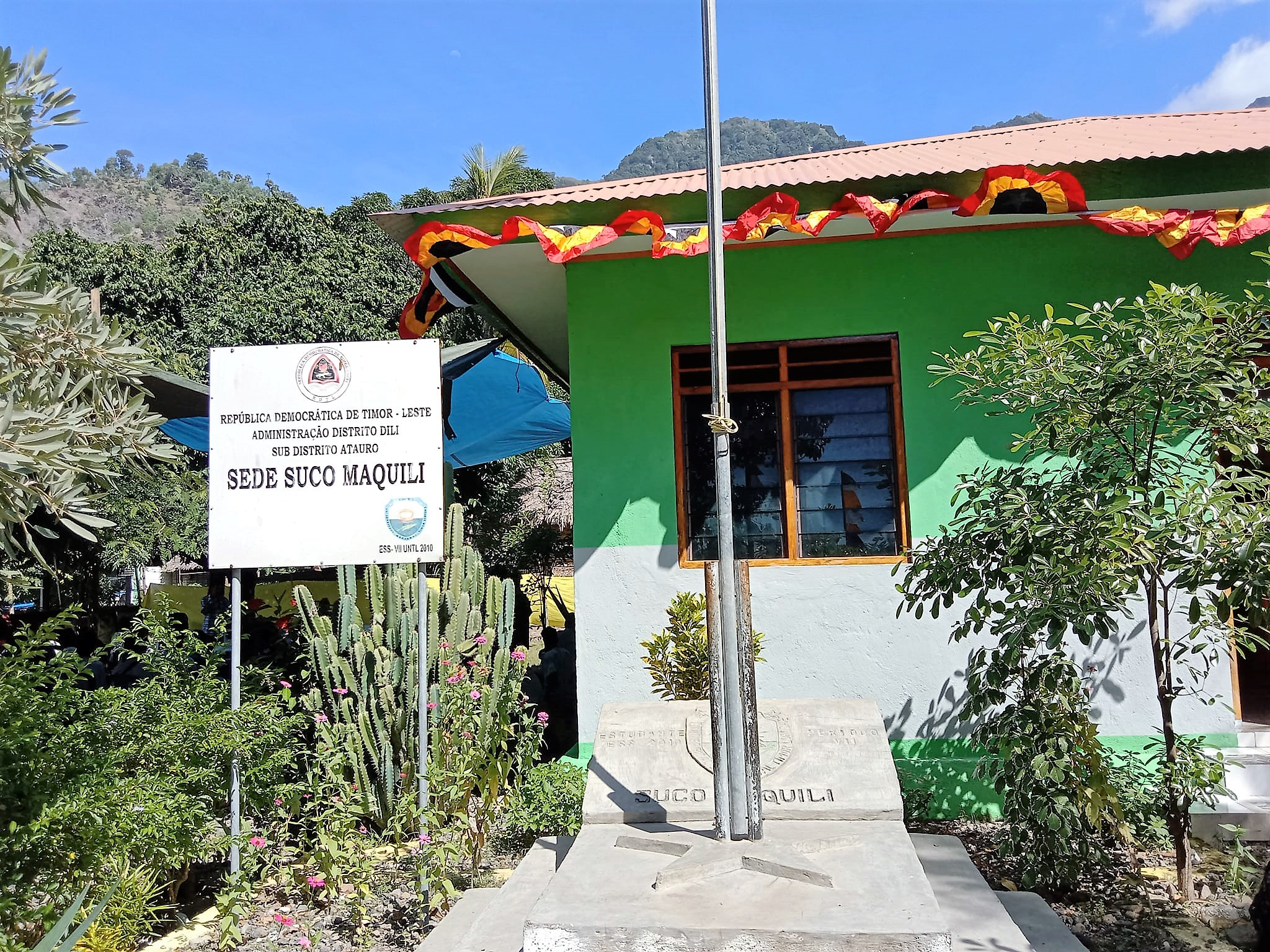
Sitz des Sucos

Bei den Wahlen von 2004/2005 wurde Acasio de Araújo zum Chefe de Suco gewählt. Bei den Wahlen 2009 gewann José Pina de Araújo Soares und 2016 Julio Aço Gomes. Er wurde 2023 wiedergewählt.

## Wirtschaft
An der Küste wird Fischfang betrieben. Reusen aus Bambus werden an Seilen von kleinen Booten zu Wasser gelassen und für zehn Tage im Meer gelassen, bevor sie gehoben werden. Nur bei einem Überschuss wird ein Teil des Fangs verkauft.
Die Boote sind oft Einbäume mit zwei Auslegern. Sie bestehen aus einem ausgehöhlten Stamm, dessen Seiten ursprünglich mit geflochtenen Palmblättern erhöht wurden. Da diese schnell verfaulen, versucht man diese heutzutage mit Holzplanken zu ersetzen. Spanten verstärken den Innenraum des Boots.

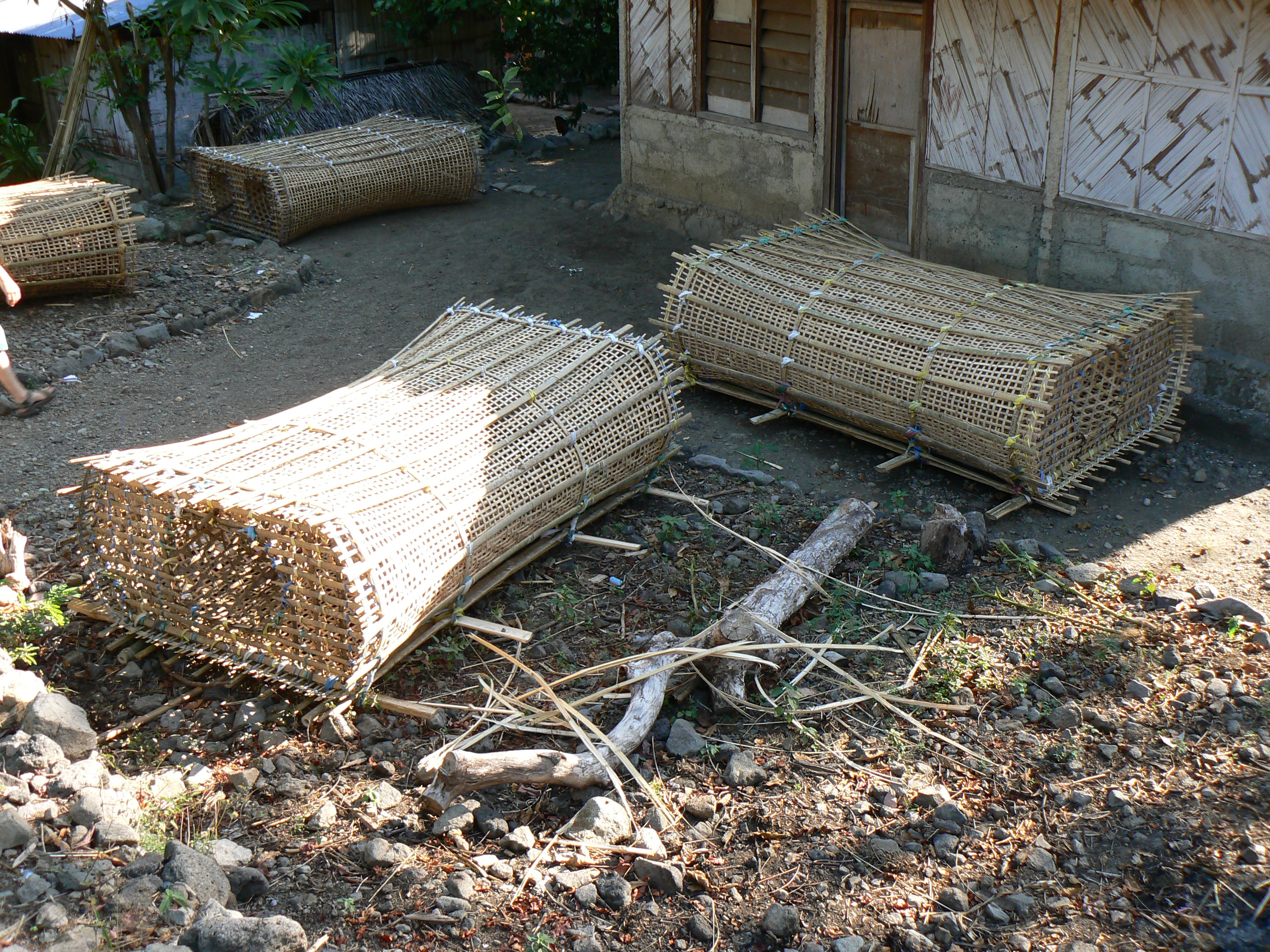
Die Reusen werden aus Bambus hergestellt
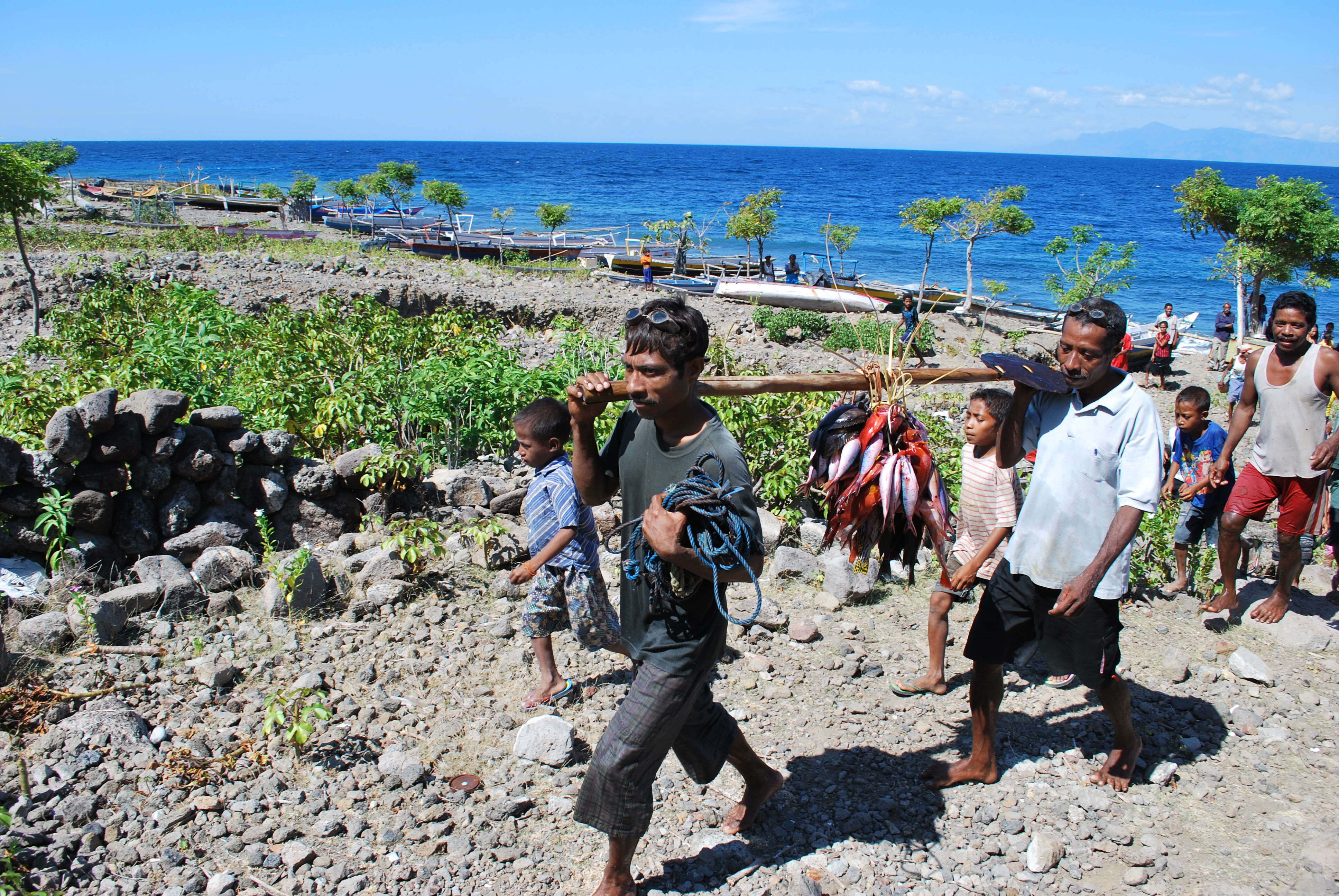
Der Fang wird heimgebracht
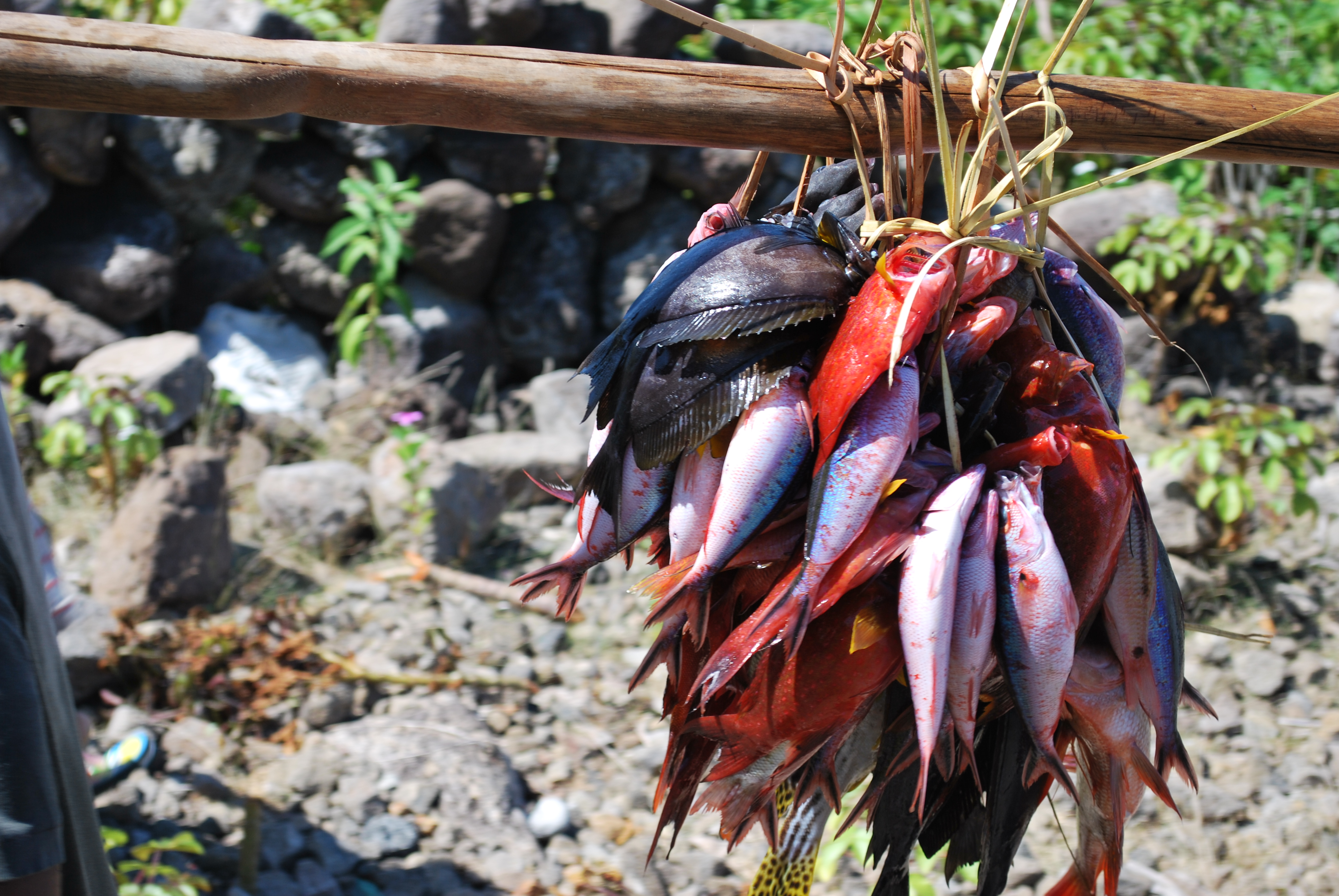

## Kultur

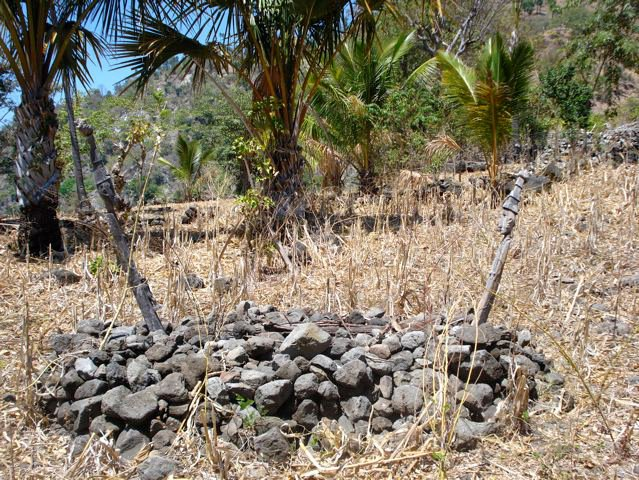
Grab in Maquili mit den traditionellen Holzfiguren

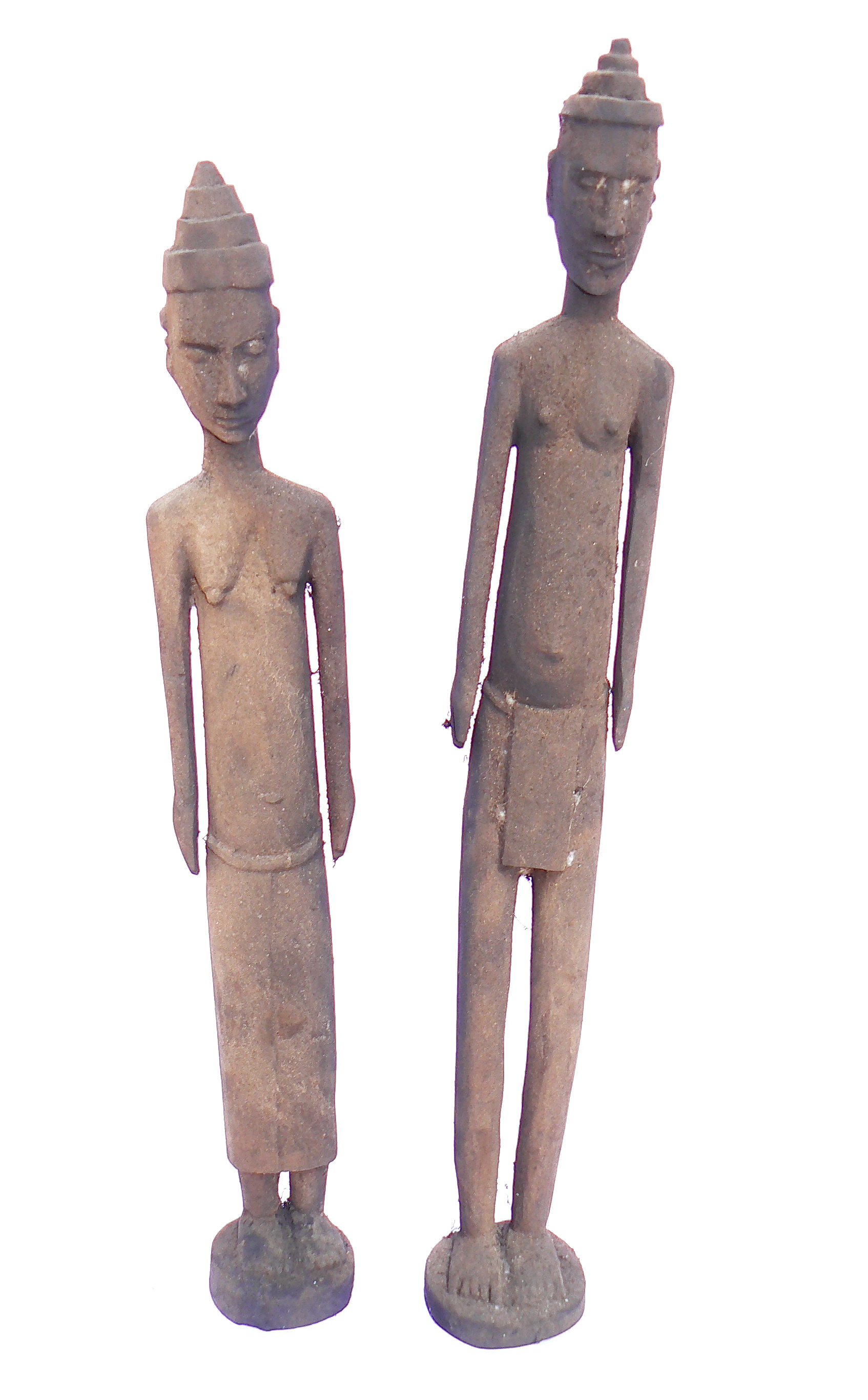
Holzschnitzkunst aus Maquili

Maquili ist bekannt für seine Holzschnitzkunst. Ursprünglich schnitzte man Tanzmasken, Männer- und Frauenfiguren. Dazu kamen Schnitzereien von Meerjungfrauen und Aalen, die auf den Schöpfungsmythos der Insel hinweisen sollen. Das Christentum beeinflusste diese anmistischen Darstellungen. So begann man die Genitalien der Figuren mit Tüchern zu verhüllen und auch christliche Motive zu schnitzen. Noch heute findet man auf Atauro Masken, die an Bäumen hängen und die Gärten vor Dieben schützen sollen. Auch Krieger und Tänzer nutzten die Masken. Heute finden sie als Souvenir neue Interessenten, ebenso wie kleine geschnitzte Boote.
Jährlich findet am letzten Sonntag im Juni das Klorun Ro-Fest (deutsch Boote-ziehen-Fest) der Fischer in Putin Hatin (deutsch Weißer Ort) statt, bei dem neue Boote ins Wasser gezogen werden. Aufgrund des heute dominierenden Christentums ist das Fest heutzutage dem heiligen Petrus (São Pedro) geweiht.